# Istituto storico italo-germanico
L’Istituto storico italo-germanico (Isig) di Trento è stato fondato nel 1973 nell'ambito dell'allora istituto trentino di cultura, che, dopo essere stato il "motore" della creazione a Trento di una sede universitaria, aveva deciso di investire sulla creazione di ulteriori poli di eccellenza per la ricerca avanzata.
Si trattava del primo nucleo di un insediamento destinato a crescere notevolmente nel tempo, con la creazione di un potente polo di ricerca scientifico-tecnologico accanto al settore delle scienze umane (nel cui ambito veniva costituito anche un istituto di scienze religiose). Nel 2007 l'istituto trentino di cultura, ente funzionale della provincia autonoma di Trento, è stato trasformato in fondazione con personalità giuridica di diritto privato fondazione Bruno Kessler, intitolata a Bruno Kessler, l'uomo politico trentino che contribuì a fondare l'Università di Trento.
L'impulso a creare un centro di studi storici di eccellenza si deve in origine all'opera di Paolo Prodi che ha guidato l'Istituto dalla sua fondazione al 1997. Studioso dell'età della riforma protestante e Controriforma, Paolo Prodi, insieme ad Hubert Jedin, intendeva aprire un luogo di scambi culturali e di confronto fra il mondo latino ed il mondo germanico. Tra gli scopi del suo progetto, c'era quello di fondare una sede ideale per una riflessione sulle radici di un idem sentire de repubblica che aveva dato forma alla moderna civiltà europea.
Il lavoro dell'istituto è continuato sotto la direzione di Giorgio Cracco (1998-2005), di Gian Enrico Rusconi (2005-2010), di Paolo Pombeni (2010-2016), di Christoph Cornelißen (2017-).
Seguendo l'impostazione originaria, l'istituto è stato di recente profondamente trasformato: il pool dei ricercatori in seguito a una selezione internazionale ha raggiunto le 13 unità.